# Лінія Дюрана

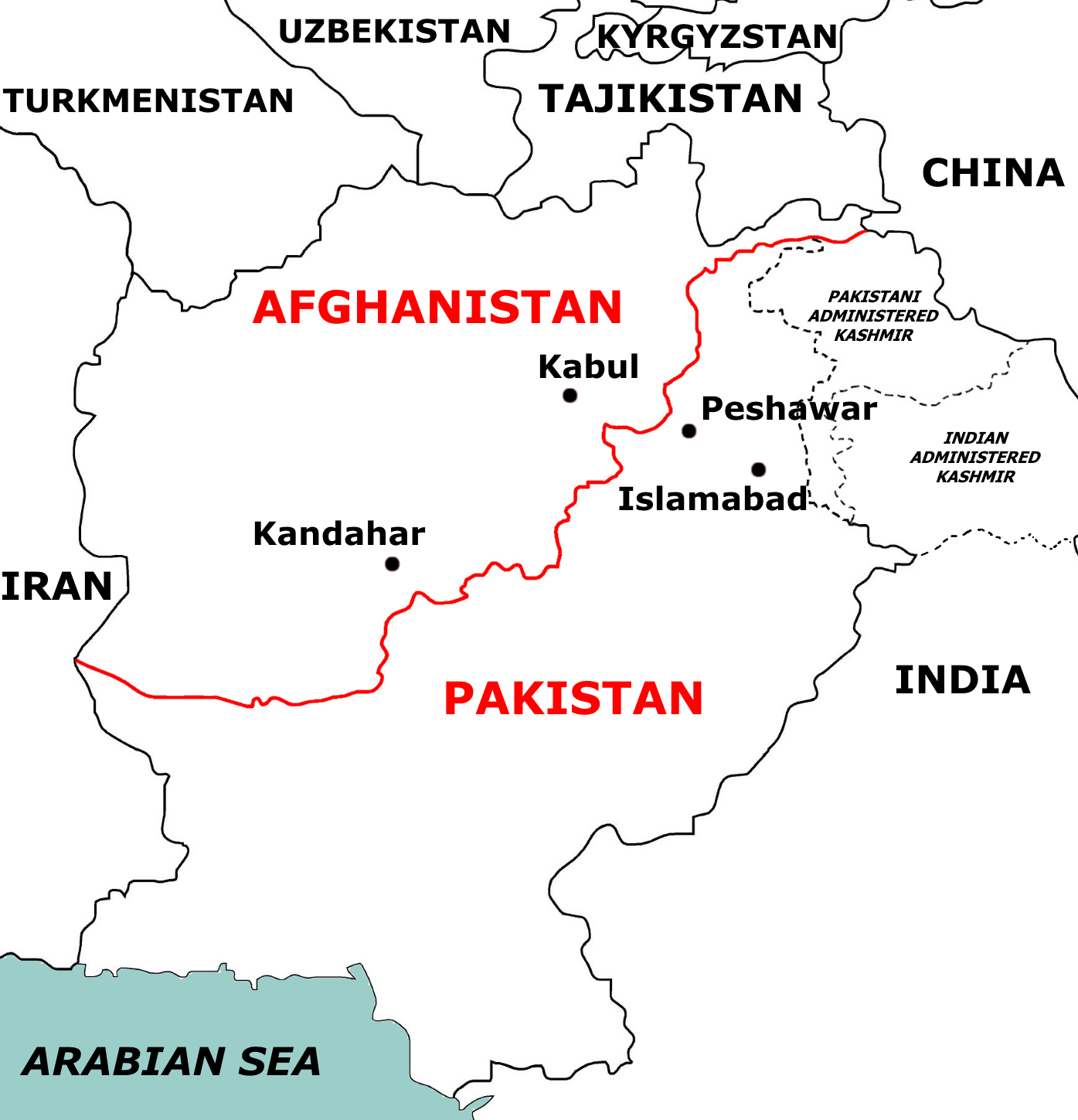
Лінія Дюрана між Афганістаном і Пакистаном

Лі́нія Дюра́на (англ. Durand Line; пушту د ډیورنډ کرښه; урду ڈیورنڈ لائن; дарі خط دیورند) — майже нерозмічений 2670-кілометровий кордон між Афганістаном і Пакистаном. На заході починається на кордоні з Іраном, на сході межує з Китаєм.
Лінія Дюрана виникла в результаті трьох англо-афганських воєн, в яких Велика Британія намагалась розширити Британську Індію. Ця лінія є результатом перемовин в 1893 році між афганським еміром Абдур-Рахманом і секретарем індійської колоніальної адміністрації сером 
Мортімером Дюраном.
Спільне британсько-афганське демаркаційне дослідження велось з 1894 року, охоплюючи близько 1300 кілометрів кордону. Встановлене наприкінці британсько-російської «Великої гри» розмежування окреслило Афганістан як буферну зону між британськими та російськими інтересами в регіоні. Дещо змінена англо-афганським договором від 1919 року, лінія Дюрана була успадкована Пакистаном у 1947 році після здобуття ним незалежності.
Хоча вона є загально визнаним західним кордоном Пакистану, афганський уряд відмовляється визнавати це розмежування. Так, у 2017 році на фоні двосторонньої напруженості тодішній президент Афганістану Хамід Карзай заявив, что його країна ніколи не прийме лінію Дюрана як міждержавний кордон.